# Rúben Micael
Rúben Micael Freitas da Ressureição (Câmara de Lobos, 19 augustus 1986) is een Portugees voormalig voetballer die doorgaans speelde als middenvelder. Tussen 2004 en 2021 was hij actief voor União Madeira, Nacional, FC Porto, Atlético Madrid, Real Zaragoza, Sporting Braga, Shijiazhuang Ever Bright, Maccabi Tel Aviv, Paços de Ferreira, Vitória Guimarães en opnieuw Nacional. Micael maakte in 2011 zijn debuut in het Portugees voetbalelftal en kwam uiteindelijk tot zestien interlandoptredens.

## Clubcarrière
Micael speelde op Madeira, waar hij geboren werd, in de jeugd van União Madeira en nadat hij al vier jaar in het eerste elftal had gespeeld, verkaste hij naar het grotere Nacional, aan de andere kant van het eiland. In januari 2010 werd hij overgenomen door FC Porto, dat drie miljoen euro voor de middenvelder over had. Dat seizoen won Porto de onofficiële treble onder leiding van André Villas-Boas, maar Micael was voornamelijk reservespeler. Daarom vertrok hij, samen met teamgenoot Radamel Falcao, op 18 augustus 2011 naar Atlético Madrid. Samen kostten zij 45 miljoen euro. Micael werd echter wel direct verhuurd, aan Real Zaragoza. Het seizoen erna keerde hij niet direct terug in Madrid, maar hij werd opnieuw verhuurd; dit keer vertrok hij naar Sporting Braga. Bij die club scoorde hij vier keer in negentien duels en het was overtuigend genoeg om de club hem definitief over te laten nemen. De Portugese middenvelder speelde nog twee seizoenen voor Braga en vertrok daarna naar China, waar hij tekende voor Shijiazhuang Ever Bright. Na een jaar degradeerde die club en hierop huurde Maccabi Tel Aviv hem voor een halfjaar. Na een halfjaar keerde Micael terug in Shijizhuang, maar daar kwam hij niet meer aan spelen toe voor hij de club verliet in januari 2018. Paços de Ferreira werd hierop zijn nieuwe club. Bij Paços tekende hij voor drieënhalf jaar. Na een halfjaar, met dertien gespeelde competitieduels, verliet Micael zijn club weer. Hierop tekende de middenvelder voor Vitória Guimarães. Een jaar later keerde hij terug naar Nacional. In de zomer van 2021 besloot Micael op vierendertigjarige leeftijd een punt te zetten achter zijn actieve loopbaan.

## Interlandcarrière
Micael debuteerde in het Portugees voetbalelftal op 29 maart 2011, toen er in Aveiro met 2–0 werd gewonnen van Finland. De middenvelder mocht in de basis beginnen en hij maakte beide doelpunten voor de Portugezen. Een kwartier voor tijd werd hij vervangen door mede-debutant André Santos. Tevens werd hij in 2012 opgenomen in de selectie voor het Europees kampioenschap. Op het toernooi werd Portugal in de halve finale uitgeschakeld door Spanje, dat na strafschoppen doorging naar de finale. Micael kwam gedurende het EK niet in actie.
| Interlands van Rúben Micael voor Portugal | Interlands van Rúben Micael voor Portugal | Interlands van Rúben Micael voor Portugal | Interlands van Rúben Micael voor Portugal | Interlands van Rúben Micael voor Portugal | Interlands van Rúben Micael voor Portugal | Interlands van Rúben Micael voor Portugal |
| №                                         | Datum                                     | Wedstrijd                                 | Uitslag                                   | Competitie                                | Goals                                     |                                           |
| Als speler bij FC Porto                   | Als speler bij FC Porto                   | Als speler bij FC Porto                   | Als speler bij FC Porto                   | Als speler bij FC Porto                   | Als speler bij FC Porto                   | Als speler bij FC Porto                   |
| ----------------------------------------- | ----------------------------------------- | ----------------------------------------- | ----------------------------------------- | ----------------------------------------- | ----------------------------------------- | ----------------------------------------- |
| 1                                         | 29 maart 2011                             | Portugal – Finland                        | 2 – 0                                     | Vriendschappelijk                         | 10', 71'                                  |                                           |
| 2                                         | 4 juni 2011                               | Portugal – Noorwegen                      | 1 – 0                                     | EK 2012 kwalificatie                      |                                           |                                           |
| 3                                         | 10 augustus 2011                          | Portugal – Luxemburg                      | 5 – 0                                     | Vriendschappelijk                         |                                           |                                           |
| Als speler bij Real Zaragoza              |                                           |                                           |                                           |                                           |                                           |                                           |
| 4                                         | 2 september 2011                          | Cyprus – Portugal                         | 0 – 4                                     | EK 2012 kwalificatie                      |                                           |                                           |
| 5                                         | 7 oktober 2011                            | Portugal – IJsland                        | 5 – 3                                     | EK 2012 kwalificatie                      |                                           |                                           |
| 6                                         | 11 november 2011                          | Bosnië en Herzegovina – Portugal          | 0 – 0                                     | EK 2012 kwalificatie                      |                                           |                                           |
| 7                                         | 15 november 2011                          | Portugal – Bosnië en Herzegovina          | 6 – 2                                     | EK 2012 kwalificatie                      |                                           |                                           |
| 8                                         | 26 mei 2012                               | Portugal – Macedonië                      | 0 – 0                                     | WK 2014 kwalificatie                      |                                           |                                           |
| Als speler bij Sporting Braga             |                                           |                                           |                                           |                                           |                                           |                                           |
| 9                                         | 15 augustus 2012                          | Portugal – Panama                         | 2 – 0                                     | Vriendschappelijk                         |                                           |                                           |
| 10                                        | 7 september 2012                          | Luxemburg – Portugal                      | 1 – 2                                     | WK 2014 kwalificatie                      |                                           |                                           |
| 11                                        | 12 oktober 2012                           | Rusland – Portugal                        | 1 – 0                                     | WK 2014 kwalificatie                      |                                           |                                           |
| 12                                        | 16 oktober 2012                           | Portugal – Noord-Ierland                  | 1 – 1                                     | WK 2014 kwalificatie                      |                                           |                                           |
| 13                                        | 14 november 2012                          | Gabon – Portugal                          | 2 – 2                                     | Vriendschappelijk                         |                                           |                                           |
| 14                                        | 10 juni 2013                              | Kroatië – Portugal                        | 0 – 1                                     | Vriendschappelijk                         |                                           |                                           |
| 15                                        | 14 augustus 2013                          | Portugal – Nederland                      | 1 – 1                                     | Vriendschappelijk                         |                                           |                                           |
| 16                                        | 11 oktober 2013                           | Portugal – Israël                         | 1 – 1                                     | WK 2014 kwalificatie                      |                                           |                                           |